# Saint-Pardoux-Corbier
Saint-Pardoux-Corbier is een plaats en voormalige gemeente in het Franse departement Corrèze in de regio Nouvelle-Aquitaine en telt 346 inwoners (2005).

## Geschiedenis
Saint-Pardoux-Corbier is op 1 januari 2025 gefuseerd met de gemeenten Saint-Martin-Sepert en Saint-Ybard tot de gemeente Les Trois-Saints. Hierbij werd de plaats overgeheveld van het arrondissement Brive-la-Gaillarde naar het  arrondissement Tulle.

## Geografie
De oppervlakte van Saint-Pardoux-Corbier bedraagt 17,8 km², de bevolkingsdichtheid is 19,4 inwoners per km².
De onderstaande kaart toont de ligging van Saint-Pardoux-Corbier met de belangrijkste infrastructuur en aangrenzende gemeenten.

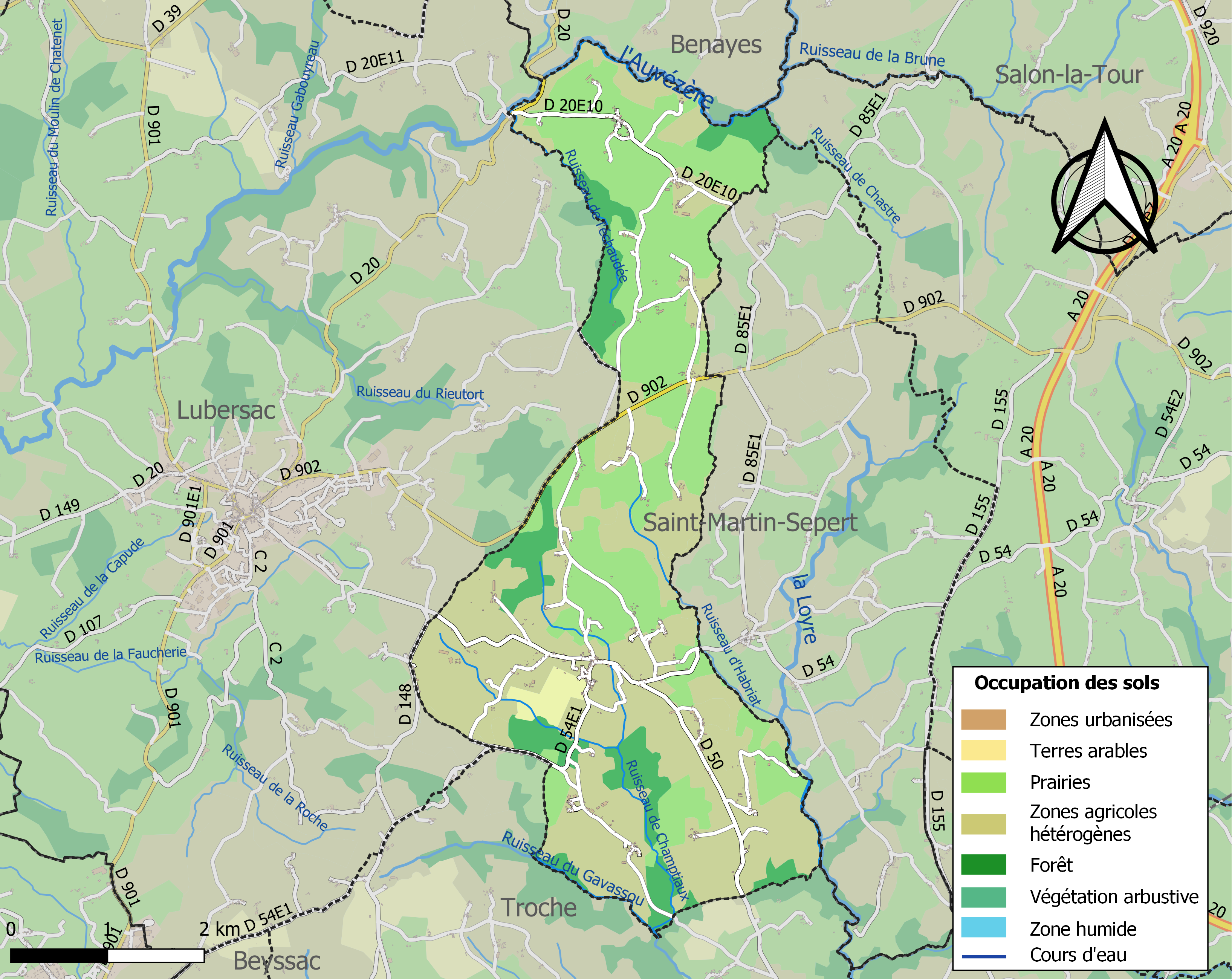

## Demografie
Onderstaande figuur toont het verloop van het inwonertal.